# Lampa analizująca

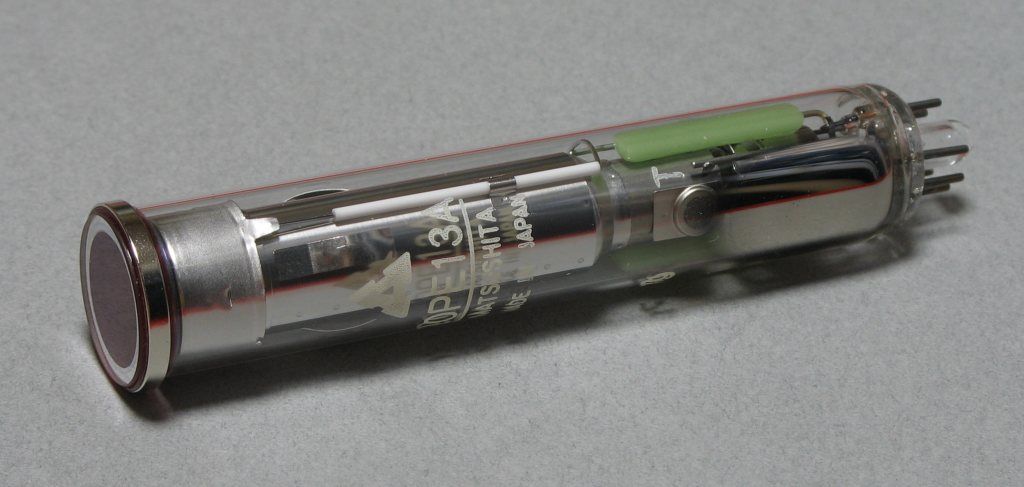
Vidikon rodzaj lampy analizującej o średnicy 2/3 cala

Lampa analizująca – lampa elektronowa zamieniająca obraz optyczny na odpowiadający mu sygnał elektryczny. Lampa ta analizuje (rozkłada) przesyłany obraz na poszczególne punkty. Stanowi istotny element kamery telewizyjnej. Do najbardziej znanych  typów lamp analizujących należą: dysektor, ikonoskop, superikonoskop, ortikon, superortikon, widikon.